# Festival international du film de Locarno 2008
Le Festival de Locarno 2008 est la 61e édition du Festival international du film de Locarno. 
Il s'est déroulé du 6 août au 16 août 2008 et a programmé dix-huit longs-métrages en compétition officielle. 

## Hommage
La rétrospective de l'année était consacrée à Nanni Moretti.
Amos Gitai s'est vu remettre un Léopard d'honneur.
La productrice américaine Christine Vachon a reçu pour sa part le prix Raimondo Rezzonico, décerné chaque année, depuis 2002, à un producteur ou à une maison de production.

## Jury
La présidente du jury est Rachida Brakni, les membres en sont Masahiro Kobayashi, Liron Levo, Dani Levy, Bertha Navarro, Goran Paskaljevic et Paolo Sorrentino.

## Compétition
- 33 Scènes de la vie (33 Sceny Z Zycia) de Małgorzata Szumowska (Pologne)
- Daytime Drinking de Young-Seok Noh (Corée du Sud)
- Dioses de Josué Méndez (Pérou)
- Elle veut le chaos de Denis Côté (Canada)
- Het Zusje Van Katia de Mijke de Jong (Pays-Bas)
- Kisses de Lance Daly (Royaume-Uni)
- Liu Mang De Sheng Yan de Jianlin Pan (Chine)
- Mar nero de Federico Bondi (Italie)
- März de Händl Klaus (Allemagne)
- Nulle part, terre promise d'Emmanuel Finkiel (France)
- Parque vía d'Enrique Rivero (Mexique)
- Sleep Furiously de Gideon Koppel (Royaume-Uni)
- Sonbahar d'Özcan Alper (Turquie)
- Storyofjen de François Rotger (France)
- The Market - A Tale of Trade de Ben Hopkins (Royaume-Uni)
- Um Amor De Perdição de Mário Barroso (Portugal)
- Un autre homme de Lionel Baier (Suisse)
- Jour sans fin à Youriev (Юрьев день, Yuriev Den) de Kirill Serebrennikov (Russie)

## Palmarès

### Récompenses
- Léopard d'or : Parque vía d'Enrique Rivero (Mexique)
- Prix spécial du jury : 33 Scènes de la vie (33 sceny z życia) de Małgorzata Szumowska (Pologne)
- Prix de la mise en scène : Denis Côté pour Elle veut le chaos
- Léopard de la meilleure interprétation féminine : Ilaria Occhini pour son rôle dans Mar Nero
- Léopard de la meilleure interprétation masculine : Tayanç Ayaydin pour son rôle dans The Market - A Tale of Trade
- Mentions spéciales :
  - Daytime Drinking de Young-Seok Noh (Corée du Sud)
  - Liu Mang De Sheng Yan de Jianlin Pan (Chine)

### Section «Cinéastes du Présent»
- Léopard d'or : La Forteresse de Fernand Melgar (Suisse)
- Prix spécial du jury : Alicia en el Pais d'Esteban Larraín (Chili)
- Mention spéciale : Prince of Broadway de Sean S. Baker, (États-Unis)

### Prix du jury des jeunes
- Premier prix : Yuriev Den de Kirill Serebrennikov (Russie)
- Deuxième prix : 33 Scènes de la vie (33 sceny z zycia) de Małgorzata Szumowska (Pologne)
- Troisième prix : Mar nero de Federico Bondi (Italie)
- Prix « L’environnement, c’est la qualité de la vie » : Sleep Furiously de Gideon Koppel (Royaume-Uni)
- Mentions spéciales :
  - Elle veut le Chaos de Denis Côté (Canada)
  - Het Zusje Van Katia de Mijke de Jong (Pays-Bas)

### Autres prix
- Léopard de la première œuvre : März de Händl Klaus (Autriche)
- Prix du public : Son of Rambow du Britannique Garth Jennings
- Prix Action Light et Prix Cinema e Gioventù : Au Café Romand de Richard Szotyori (Suisse)
- Mention spéciale Action Light : Im Wendekreis Des Bären de Ciril Braem
- Prix Variety Piazza Grande : Back Soon de Sólveig Anspach (France)
- Prix Netpac : Daytime Drinking de Young-Seok Noh (Corée du Sud)
- Prix de la FIPRESCI : Parque vía d'Enrique Rivero (Mexique)
- Prix du jury œcuménique : Mar nero de Federico Bondi (Italie)
- Mention spéciale du jury œcuménique : Yuriev Den de Kirill Serebrennikov (Russie)
- Prix de la Fédération internationale des ciné-clubs : Yuriev Den de Kirill Serebrennikov (Russie)
- Prix Art & Essai CICAE : Sonbahar d'Özcan Alper (Turquie)
- Prix de la Semaine de la critique : Latwace (Kites) de Beata Dzianowicz (Pologne)